# Lee Do-hyun
Lee Do-hyun, pseudonimo di Lim Dong-hyun (임동현?, Im Dong-hyunLR, Im TonghyŏnMR; Seul, 11 aprile 1995), è un attore sudcoreano.

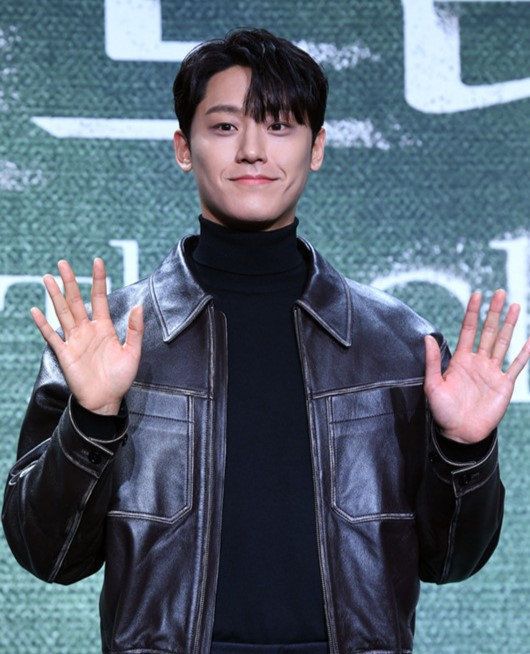
Lee Do-hyun nel 2022

È meglio conosciuto per i suoi ruoli in Hotel del Luna (2019), 18 Again (2020), Sweet Home (2020), O-wor-ui cheongchun (2021) e The Glory (2022).

## Biografia
Nato a Goyang, nella provincia di Gyeonggi, Lee ha un fratello minore, Im Dong-hyuk, che ha una disabilità intellettiva. Lee ha studiato presso la Facoltà di Cinema e Teatro dell'Università Chung-Ang.
Nel 2017, ha fatto il suo debutto come attore nella commedia nera Prison Playbook, in cui ha interpretato la versione giovane del personaggio di Jung Kyung-ho.
Nel 2018, è stato scelto per la serie televisiva romantica Still 17, in un ruolo secondario come membro del club di canottaggio della scuola. Per la sua interpretazione, è stato nominato nella categoria "Personaggio dell'anno" agli SBS Drama Awards 2018, insieme ad Ahn Hyo-seop e Jo Hyun-sik. Lo stesso anno, Lee è apparso anche in Clean with Passion for Now, interpretando il fratello minore della protagonista e un promettente atleta di Taekwondo.
Nel 2019, Lee si è unito al cast della serie televisiva dark fantasy Hotel del Luna, che è diventata uno dei drama coreani di maggior successo sulla televisione via cavo. Ha anche fatto un'apparizione speciale in The Great Show della tvN. Lee ha recitato in Scouting Report, il quinto drama della decima stagione del KBS Drama Special, per il quale ha vinto il premio "Premio Miglior Attore in un Drama di un Solo Atto / Speciale / Cortometraggio" ai 33rd KBS Drama Awards.
Nel 2020, ha ottenuto il suo primo ruolo da protagonista nella commedia romantica 18 Again, basata sul film americano del 2009 17 Again, interpretando il ruolo di controparte di Zac Efron. Più tardi quell'anno, ha avuto un ruolo principale in Sweet Home della piattaforma Netflix, adattato dall'omonimo webtoon.
Nel 2021, Lee ha recitato in Beyond Evil, interpretando la versione più giovane del personaggio di Shin Ha-kyun. Nello stesso anno, ha anche recitato nella serie televisiva O-wor-ui cheongchun del canale KBS2, ambientata nel 1980 durante il massacro di Gwangju, che gli ha valso il titolo di "Next Generation Melo-king" per la sua spettacolare interpretazione nel genere melodrammatico. Successivamente, nell'estate del 2021, è stato confermato che Lee avrebbe recitato nella serie televisiva Melancholia della tvN, insieme a Im Soo-jung, che è andata in onda nella seconda metà del 2021. Alla fine del 2021, è stato scelto come presentatore della cerimonia di premiazione dei KBS Drama Awards 2021, accompagnato da Sung Si-kyung e Kim So-hyun.
Nel 2022, Lee ha recitato nella webserie Reincarnation Romance, una breve serie pubblicitaria per le pillole contro il mal d'auto. Nel dicembre dello stesso anno, è tornato sul piccolo schermo con il drama Netflix, scritto dalla sceneggiatrice Kim Eun-sook, intitolato The Glory, con Song Hye-kyo.

## Vita privata
Il 1 aprile 2023, la Yuehua Entertainment ha confermato che Lee stava frequentando l'attrice Lim Ji-yeon, che ha incontrato durante le riprese di The Glory.

## Filmografia

### Cortometraggi
- Summer Night (오늘보다 내일 더?), regia di Nam Gayeon (2016)

### Televisione
- Prison Playbook (슬기로운 감빵생활?) – serie TV (2017–2018)
- Seoreun-ijiman yeor-ilgob-imnida (서른이지만 열일곱입니다?) – serie TV (2018)
- Clean with Passion for Now (일단 뜨겁게 청소하라!!?) – serie TV (2018–2019)
- Hotel del Luna (호텔 델루나?) – serie TV (2019)
- The Great Show (위대한 쇼?) – serie TV (2019)
- Drama Special (드라마 스페셜?) – serie TV (2019)
- 18 Again (18 어게인?) – serie TV (2020)
- Sweet Home (스위트홈?) – serie TV (2020)
- Goemul (괴물?) – serie TV (2021)
- O-wor-ui cheongchun (오월의 청춘?) – serie TV (2021)
- Melancholia (멜랑꼴리아?) – serie TV (2021)
- Reincarnation Love (환생연애?) – webserie (2022)
- The Glory (더 글로리?) – serie TV (2022–2023)
- Il gioco della morte (곧 죽습니다?) – serie TV (2023)
- Una pessima madre ideale (나쁜엄마?, Nappeun eommaLR) – serie TV (2023)

## Riconoscimenti
| Anno | Premio                        | Categoria                                                              | Opera nominata  | Risultato       |
| ---- | ----------------------------- | ---------------------------------------------------------------------- | --------------- | --------------- |
| 2018 | 26th SBS Drama Awards         | Personaggio dell'Anno                                                  | Still 17        | Candidato/a     |
| 2019 | 33rd KBS Drama Awards         | Miglior Attore in un Drama di un Solo Atto / Speciale / Cortometraggio | Drama Special   | Vincitore/trice |
| 2020 | 5th Asia Artist Awards        | Premio Popolarità (Attore)                                             |                 | Candidato/a     |
| 2021 | 19th Korea First Brand Awards | Miglior Nuovo Attore                                                   | Vincitore/trice |                 |
| 2021 | 7th APAN Star Awards          | Miglior Nuovo Attore                                                   | 18 Again        | Vincitore/trice |
| 2021 | 57th Baeksang Arts Awards     | Miglior Nuovo Attore (TV)                                              | 18 Again        | Vincitore/trice |